# Mithra

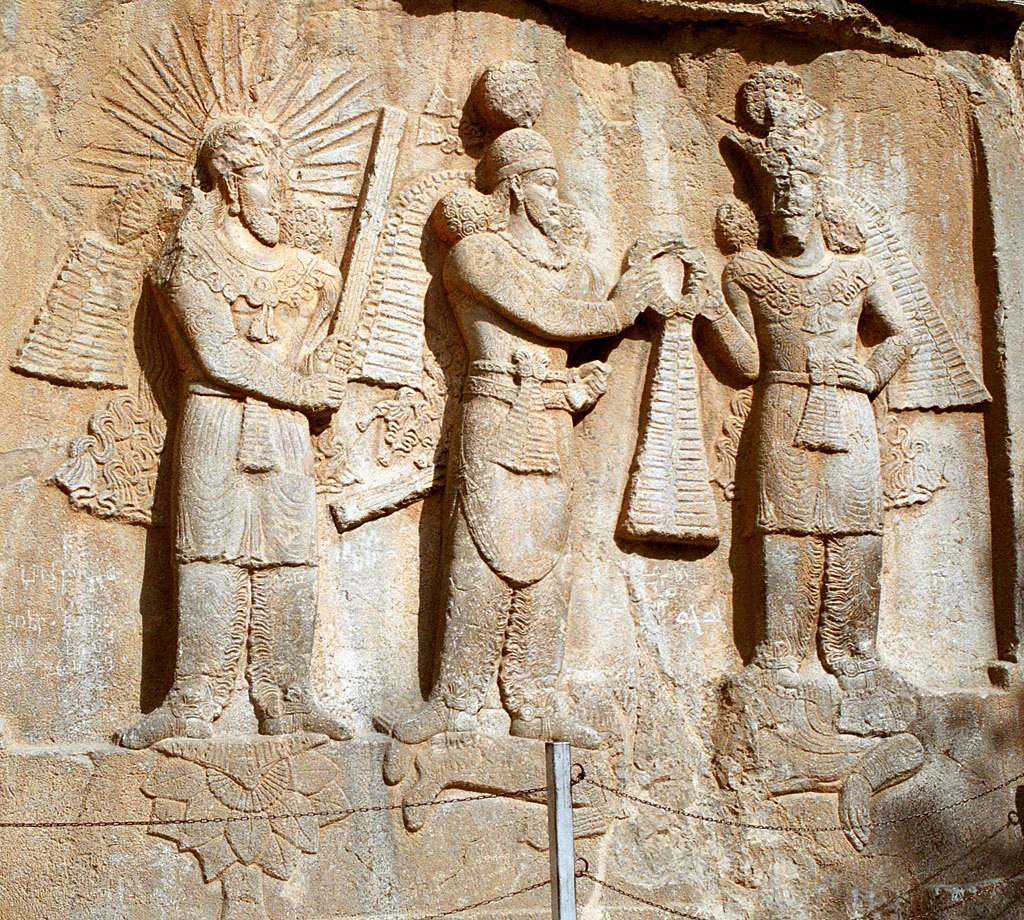
Basreliéf z 3. století zobrazující sasánovského velkokrále Ardašíra II. uváděného na trůn, vlevo Mithra s poszvednutým barsomem posvěcující nástup na trůn, Taq-e Bostan, Írán.

Mithra, staropersky Miša, je zarathuštrický bůh – jazata, smluv a závazků, stád a patron válečníků. Je mu zasvěcena podzimní rovnodennost Mithrakana a měsíc říjen – mihr.  Jméno tohoto božstva lze přeložit jako „smlouva“ či „svazek“ a odpovídá védskému Mitrovi. 
Mithrás uctíváný v pozdně antickém Římě je nepochybně božstvem íránského původu, ale pravděpodobně vychází z tradice odlišné od zarathuštrické.

## Vývoj
Na základě komparace s védským Mitrou lze předpokládat, že Mithra je starým íránským božstvem smluv a práva. Jelikož v gáthách, nejstarších částech Avesty napsané nejspíše samotným Zarathuštrou, se neobjevuje, předpokládá se, že byl během náboženské reformy nahrazen abstraktním Vohu Mahanem, „Dobrým smýšlením“. Vohu Mahan i Mithra jsou taktéž spojováni s dobytkem. Poté, co se do zarathuštrovského panteonu navrátila stará íránská božstva, objevil se Mithra opět pod svým původním jménem, a vzhledem k tomu, že Ahura Mazda se stal vzdálenou a strnulou postavou, získal i některé jeho funkce. Kromě ochrany lidských usedlostí a smluv je také vybaven sítí vyzvědačů a trestá křivopřísežníky, stejně jako védský Varuna, zároveň také získal funkce démonizovaného Indary, protějšku védského Indry, a stal se bohem válečníků třímajícím hromoklín a nositelem deště. Mithra je někdy uváděn společně s Ahura Mazdou, analogicky k védskému dvandvovému páru Mitra-Varuna. Příklad je avestánské Mithra-Varuna, Hérodotem zmíněné Mesoromasdés – staropersky nejspíše *Miša-Auramazdáh, nebo středoperské Mihrhormuz.
V jaštech, souboru hymnů mladších než jsou gáthy, je Mithrovi věnován desátý jašt – Mihr jašt. Je zde označován jako „uctíváníhodný“, „obdařený hojností“, „zabírající vše mezi zemí a nebesy“, „bdělý a nikdy nespící“ a „velmi milostivý“. Zároveň trestá křivopřísežníky a narušitele smluv, je válečníkem jedoucím na voze a je ozbrojen kyjem, a je vlastníkem širých pastvin. V hymnu jsou mu též přisuzováni společníci Sraoša, „poslušnost, kázeň“ a Rašnu, „spravedlnost“, ve středoperštině tato trojice vystupuje jako Mihr, Sroš a Rašn. Společně soudí duše mrtvých u mostu Činvat. V jiných jaštech je spojován s Apam Napátem „Potomkem vod“, Átarem „Ohněm“ a Verethragnou, bohem války.
Přestože je Mithra spojován se sluncem, není s ním totožný, bohem slunce je Hvar Chšaéta, je však prvním bohem, který před úsvitem stoupá na posvátnou horu Hará. Ztotožnění Mithry a Slunce se objevuje v řeckých textech o achaimenovské říši, není však jasné, nakolik odráží skutečný stav, k splývání snad mohlo dojít pod vlivem příkladu mezopotámského Šamaše, který je bohem slunce i práva.